# Cedrón de Alejandría
San Cerdón de Alejandría fue el cuarto obispo de esta ciudad del año 96 al 106, durante el  gobierno del emperador Trajano.  Según Eusebio de Cesarea, él fue uno de los bautizados por San Marcos en Alejandría y fue martirizado el 21 de Paoni o Baona, esto es, el 15 de junio del año 106 d. C. Es venerado como santo en la Iglesia copta.
| Predecesor: Abilio | Obispo de Alejandría 96 – 106 | Sucesor: Primo |

- Datos: Q8343329